# Nomain
Nomain är en kommun i departementet Nord i regionen Hauts-de-France i norra Frankrike. Kommunen ligger i kantonen Orchies som tillhör arrondissementet Douai. År 2022 hade Nomain 2 618 invånare.

## Befolkningsutveckling
Antalet invånare i kommunen Nomain
| Referens: INSEE |